# Oberpierscheid
Oberpierscheid är en kommun och ort i Eifelkreis Bitburg-Prüm i förbundslandet Rheinland-Pfalz i Tyskland.
Kommunen ingår i kommunalförbundet Verbandsgemeinde Arzfeld tillsammans med ytterligare 42 kommuner.